# 48 a.C.
Il 48 a.C. (XLVIII a.C. in numeri romani) è un anno  del I secolo a.C.

## Eventi
- 10 luglio - Battaglia di Dyrrhachium, Giulio Cesare, evita a malapena una sconfitta disastrosa nello scontro con Pompeo in Macedonia.
- 9 agosto - Guerra civile romana: Battaglia di Farsalo - Giulio Cesare impartisce una sconfitta decisiva agli ottimati guidati da Pompeo che fugge in Egitto (vedi anche Repubblica romana);
- 28 settembre - Pompeo viene assassinato su ordine del Faraone Tolomeo XII dopo essere sbarcato in Egitto. Potrebbe essere avvenuto il 29 settembre, le registrazioni storiche sono incerte;
- Cesare viene nominato console romano;
- Dopo la battaglia di Farsalo, Giulio Cesare consacrò un tempio a Venere Genitrice (Genetrix), capostipite del popolo romano.
- Giulio Cesare nominò re di Cipro Tolomeo XIV, uno degli ultimi membri della Dinastia tolemaica. Nato verso il 60 a.C., era il figlio del faraone Tolomeo XII.
- Inizio della guerra civile alessandrina.

## Nati
- Lucio Calpurnio Pisone, politico e militare romano († 32)

## Morti
- 9 agosto - Gaio Crastino, centurione romano (n. 85 a.C.)
- 28 settembre - Gneo Pompeo Magno, militare e politico romano (n. 106 a.C.)
- Achilla, generale egizio
- Marco Celio Rufo, politico e oratore romano (n. 82 a.C.)
- Gneo Cornelio Lentulo Marcellino, politico e militare romano
- Lucio Domizio Enobarbo, politico e generale romano
- Gaia Afrania, oratrice romana
- Buru di Buyeo, re coreano (n. 86 a.C.)
- Publio Cornelio Lentulo Spintere, politico romano
- Lucio Cornelio Lentulo Crure, politico romano
- Marco Calpurnio Bibulo, politico romano
- Tito Annio Milone, politico romano
- Potino, funzionario egizio